# Eleições legislativas portuguesas de 1985 no distrito de Portalegre
| Eleições legislativas portuguesas de 1985 Distritos: Aveiro \| Beja \| Braga \| Bragança \| Castelo Branco \| Coimbra \| Évora \| Faro \| Guarda \| Leiria \| Lisboa \| Portalegre \| Porto \| Santarém \| Setúbal \| Viana do Castelo \| Vila Real \| Viseu \| Açores \| Madeira \| Estrangeiro |

## Resultados por Concelho
Os resultados nos concelhos do Distrito de Portalegre foram os seguintes:

### Alter do Chão
| Partido                 | Partido                       | Votos | %               | +/-   |
| ----------------------- | ----------------------------- | ----- | --------------- | ----- |
|                         | Aliança Povo Unido            | 925   | 27,74 / 100,00  | 1,78  |
|                         | Partido Socialista            | 786   | 23,58 / 100,00  | 10,59 |
|                         | Partido Social Democrata      | 726   | 21,78 / 100,00  | 0,65  |
|                         | Partido Renovador Democrático | 505   | 15,15 / 100,00  | Novo  |
|                         | Centro Democrático e Social   | 128   | 3,84 / 100,00   | 3,85  |
|                         | União Democrática Popular     | 35    | 1,05 / 100,00   | 0,51  |
|                         | Outros                        | 104   | 3,12 / 100,00   |       |
| Votos Inválidos         | Votos Inválidos               | 125   | 3,75 / 100,00   | 0,13  |
| Total                   | Total                         | 3 334 | 100,00 / 100,00 |       |
| Eleitorado/Participação | Eleitorado/Participação       | 4 139 | 80,55 / 100,00  | 1,01  |

### Arronches
| Partido                 | Partido                           | Votos | %               | +/-   |
| ----------------------- | --------------------------------- | ----- | --------------- | ----- |
|                         | Partido Socialista                | 772   | 28,50 / 100,00  | 17,56 |
|                         | Partido Social Democrata          | 608   | 22,44 / 100,00  | 3,26  |
|                         | Aliança Povo Unido                | 566   | 20,89 / 100,00  | 0,75  |
|                         | Partido Renovador Democrático     | 446   | 16,46 / 100,00  | Novo  |
|                         | Centro Democrático e Social       | 136   | 5,02 / 100,00   | 3,74  |
|                         | Partido Socialista Revolucionário | 29    | 1,07 / 100,00   | 0,72  |
|                         | União Democrática Popular         | 28    | 1,03 / 100,00   | 0,75  |
|                         | Outros                            | 41    | 1,52 / 100,00   |       |
| Votos Inválidos         | Votos Inválidos                   | 83    | 3,06 / 100,00   | 0,63  |
| Total                   | Total                             | 2 709 | 100,00 / 100,00 |       |
| Eleitorado/Participação | Eleitorado/Participação           | 3 512 | 77,14 / 100,00  | 1,96  |

### Avis
| Partido                 | Partido                       | Votos | %               | +/-  |
| ----------------------- | ----------------------------- | ----- | --------------- | ---- |
|                         | Aliança Povo Unido            | 2 285 | 53,48 / 100,00  | 1,06 |
|                         | Partido Socialista            | 735   | 17,20 / 100,00  | 4,50 |
|                         | Partido Social Democrata      | 731   | 17,11 / 100,00  | 0,02 |
|                         | Partido Renovador Democrático | 291   | 6,81 / 100,00   | Novo |
|                         | Centro Democrático e Social   | 71    | 1,66 / 100,00   | 1,81 |
|                         | Outros                        | 98    | 2,29 / 100,00   |      |
| Votos Inválidos         | Votos Inválidos               | 62    | 1,46 / 100,00   | 0,55 |
| Total                   | Total                         | 4 273 | 100,00 / 100,00 |      |
| Eleitorado/Participação | Eleitorado/Participação       | 4 789 | 89,23 / 100,00  | 1,93 |

### Campo Maior
| Partido                 | Partido                       | Votos | %               | +/-  |
| ----------------------- | ----------------------------- | ----- | --------------- | ---- |
|                         | Aliança Povo Unido            | 2 095 | 37,86 / 100,00  | 0,83 |
|                         | Partido Socialista            | 1 899 | 34,32 / 100,00  | 6,58 |
|                         | Partido Social Democrata      | 662   | 11,96 / 100,00  | 2,01 |
|                         | Partido Renovador Democrático | 537   | 9,70 / 100,00   | Novo |
|                         | Centro Democrático e Social   | 114   | 2,06 / 100,00   | 0,82 |
|                         | Outros                        | 118   | 2,14 / 100,00   |      |
| Votos Inválidos         | Votos Inválidos               | 109   | 1,97 / 100,00   | 0,24 |
| Total                   | Total                         | 5 534 | 100,00 / 100,00 |      |
| Eleitorado/Participação | Eleitorado/Participação       | 7 098 | 77,97 / 100,00  | 6,79 |

### Castelo de Vide
| Partido                 | Partido                           | Votos | %               | +/-   |
| ----------------------- | --------------------------------- | ----- | --------------- | ----- |
|                         | Partido Socialista                | 856   | 30,27 / 100,00  | 21,15 |
|                         | Partido Renovador Democrático     | 712   | 25,18 / 100,00  | Novo  |
|                         | Partido Social Democrata          | 434   | 15,35 / 100,00  | 0,17  |
|                         | Aliança Povo Unido                | 416   | 14,71 / 100,00  | 1,20  |
|                         | Centro Democrático e Social       | 126   | 4,46 / 100,00   | 3,72  |
|                         | Partido Socialista Revolucionário | 40    | 1,41 / 100,00   | 1,04  |
|                         | União Democrática Popular         | 33    | 1,17 / 100,00   | 0,74  |
|                         | Partido da Democracia Cristã      | 31    | 1,10 / 100,00   | 0,80  |
|                         | Outros                            | 59    | 2,09 / 100,00   |       |
| Votos Inválidos         | Votos Inválidos                   | 121   | 4,28 / 100,00   | 0,51  |
| Total                   | Total                             | 2 828 | 100,00 / 100,00 |       |
| Eleitorado/Participação | Eleitorado/Participação           | 3 617 | 78,19 / 100,00  | 0,10  |

### Crato
| Partido                 | Partido                           | Votos | %               | +/-   |
| ----------------------- | --------------------------------- | ----- | --------------- | ----- |
|                         | Partido Socialista                | 1 083 | 29,80 / 100,00  | 16,08 |
|                         | Aliança Povo Unido                | 982   | 27,02 / 100,00  | 3,28  |
|                         | Partido Renovador Democrático     | 710   | 19,54 / 100,00  | Novo  |
|                         | Partido Social Democrata          | 409   | 11,25 / 100,00  | 2,09  |
|                         | Centro Democrático e Social       | 168   | 4,62 / 100,00   | 3,39  |
|                         | Partido Socialista Revolucionário | 38    | 1,05 / 100,00   | 0,04  |
|                         | União Democrática Popular         | 37    | 1,02 / 100,00   | 0,34  |
|                         | Outros                            | 67    | 1,85 / 100,00   |       |
| Votos Inválidos         | Votos Inválidos                   | 140   | 3,85 / 100,00   | 0,24  |
| Total                   | Total                             | 3 634 | 100,00 / 100,00 |       |
| Eleitorado/Participação | Eleitorado/Participação           | 4 551 | 79,85 / 100,00  | 1,65  |

### Elvas
| Partido                 | Partido                           | Votos  | %               | +/-   |
| ----------------------- | --------------------------------- | ------ | --------------- | ----- |
|                         | Partido Renovador Democrático     | 3 574  | 23,44 / 100,00  | Novo  |
|                         | Partido Socialista                | 3 486  | 22,86 / 100,00  | 16,99 |
|                         | Partido Social Democrata          | 3 147  | 20,64 / 100,00  | 2,68  |
|                         | Aliança Povo Unido                | 3 059  | 20,06 / 100,00  | 5,53  |
|                         | Centro Democrático e Social       | 950    | 6,23 / 100,00   | 3,89  |
|                         | Partido Socialista Revolucionário | 167    | 1,10 / 100,00   | 0,51  |
|                         | União Democrática Popular         | 160    | 1,05 / 100,00   | 0,51  |
|                         | Outros                            | 287    | 1,89 / 100,00   |       |
| Votos Inválidos         | Votos Inválidos                   | 419    | 2,75 / 100,00   | 0,45  |
| Total                   | Total                             | 15 249 | 100,00 / 100,00 |       |
| Eleitorado/Participação | Eleitorado/Participação           | 19 165 | 79,57 / 100,00  | 2,75  |

### Fronteira
| Partido                 | Partido                       | Votos | %               | +/-   |
| ----------------------- | ----------------------------- | ----- | --------------- | ----- |
|                         | Aliança Povo Unido            | 809   | 26,58 / 100,00  | 1,67  |
|                         | Partido Social Democrata      | 742   | 24,38 / 100,00  | 1,25  |
|                         | Partido Socialista            | 722   | 23,72 / 100,00  | 13,23 |
|                         | Partido Renovador Democrático | 450   | 14,78 / 100,00  | Novo  |
|                         | Centro Democrático e Social   | 117   | 3,84 / 100,00   | 2,32  |
|                         | União Democrática Popular     | 41    | 1,35 / 100,00   | 0,63  |
|                         | Outros                        | 64    | 2,09 / 100,00   |       |
| Votos Inválidos         | Votos Inválidos               | 99    | 3,25 / 100,00   | 0,35  |
| Total                   | Total                         | 3 044 | 100,00 / 100,00 |       |
| Eleitorado/Participação | Eleitorado/Participação       | 3 617 | 84,16 / 100,00  | 1,61  |

### Gavião
| Partido                 | Partido                           | Votos | %               | +/-   |
| ----------------------- | --------------------------------- | ----- | --------------- | ----- |
|                         | Partido Socialista                | 1 252 | 29,63 / 100,00  | 20,02 |
|                         | Partido Renovador Democrático     | 1 048 | 24,80 / 100,00  | Novo  |
|                         | Aliança Povo Unido                | 798   | 18,89 / 100,00  | 3,87  |
|                         | Partido Social Democrata          | 532   | 12,59 / 100,00  | 1,22  |
|                         | Centro Democrático e Social       | 265   | 6,27 / 100,00   | 2,72  |
|                         | Partido Socialista Revolucionário | 48    | 1,14 / 100,00   | 0,33  |
|                         | Outros                            | 126   | 2,99 / 100,00   |       |
| Votos Inválidos         | Votos Inválidos                   | 156   | 3,70 / 100,00   | 0,50  |
| Total                   | Total                             | 4 225 | 100,00 / 100,00 |       |
| Eleitorado/Participação | Eleitorado/Participação           | 5 729 | 73,75 / 100,00  | 1,27  |

### Marvão
| Partido                 | Partido                           | Votos | %               | +/-   |
| ----------------------- | --------------------------------- | ----- | --------------- | ----- |
|                         | Partido Socialista                | 1 001 | 29,23 / 100,00  | 22,64 |
|                         | Partido Renovador Democrático     | 814   | 23,77 / 100,00  | Novo  |
|                         | Partido Social Democrata          | 733   | 21,40 / 100,00  | 1,71  |
|                         | Aliança Povo Unido                | 299   | 8,73 / 100,00   | 1,30  |
|                         | Centro Democrático e Social       | 250   | 7,30 / 100,00   | 3,42  |
|                         | União Democrática Popular         | 44    | 1,28 / 100,00   | 0,72  |
|                         | Partido Socialista Revolucionário | 44    | 1,28 / 100,00   | 0,31  |
|                         | Outros                            | 85    | 2,48 / 100,00   |       |
| Votos Inválidos         | Votos Inválidos                   | 155   | 4,52 / 100,00   | 0,47  |
| Total                   | Total                             | 3 425 | 100,00 / 100,00 |       |
| Eleitorado/Participação | Eleitorado/Participação           | 4 347 | 78,79 / 100,00  | 3,05  |

### Monforte
| Partido                 | Partido                           | Votos | %               | +/-   |
| ----------------------- | --------------------------------- | ----- | --------------- | ----- |
|                         | Aliança Povo Unido                | 762   | 28,32 / 100,00  | 3,10  |
|                         | Partido Renovador Democrático     | 605   | 22,48 / 100,00  | Novo  |
|                         | Partido Socialista                | 462   | 17,17 / 100,00  | 14,69 |
|                         | Partido Social Democrata          | 460   | 17,09 / 100,00  | 2,31  |
|                         | Centro Democrático e Social       | 185   | 6,87 / 100,00   | 3,42  |
|                         | Partido Socialista Revolucionário | 39    | 1,45 / 100,00   | 0,60  |
|                         | União Democrática Popular         | 30    | 1,11 / 100,00   | 0,45  |
|                         | Outros                            | 66    | 2,45 / 100,00   |       |
| Votos Inválidos         | Votos Inválidos                   | 82    | 3,04 / 100,00   | 0,42  |
| Total                   | Total                             | 2 691 | 100,00 / 100,00 |       |
| Eleitorado/Participação | Eleitorado/Participação           | 3 381 | 79,59 / 100,00  | 1,06  |

### Nisa
| Partido                 | Partido                       | Votos | %               | +/-   |
| ----------------------- | ----------------------------- | ----- | --------------- | ----- |
|                         | Partido Socialista            | 1 702 | 23,07 / 100,00  | 17,97 |
|                         | Aliança Povo Unido            | 1 688 | 22,88 / 100,00  | 1,52  |
|                         | Partido Social Democrata      | 1 562 | 21,17 / 100,00  | 2,09  |
|                         | Partido Renovador Democrático | 1 512 | 20,49 / 100,00  | Novo  |
|                         | Centro Democrático e Social   | 350   | 4,74 / 100,00   | 3,05  |
|                         | União Democrática Popular     | 85    | 1,15 / 100,00   | 0,55  |
|                         | Outros                        | 235   | 3,18 / 100,00   |       |
| Votos Inválidos         | Votos Inválidos               | 245   | 3,32 / 100,00   | 0,42  |
| Total                   | Total                         | 7 379 | 100,00 / 100,00 |       |
| Eleitorado/Participação | Eleitorado/Participação       | 9 414 | 78,38 / 100,00  | 2,72  |

### Ponte de Sôr
| Partido                 | Partido                           | Votos  | %               | +/-  |
| ----------------------- | --------------------------------- | ------ | --------------- | ---- |
|                         | Aliança Povo Unido                | 4 913  | 40,59 / 100,00  | 4,52 |
|                         | Partido Social Democrata          | 2 402  | 19,84 / 100,00  | 0,98 |
|                         | Partido Renovador Democrático     | 1 731  | 14,30 / 100,00  | Novo |
|                         | Partido Socialista                | 1 691  | 13,97 / 100,00  | 9,33 |
|                         | Centro Democrático e Social       | 519    | 4,29 / 100,00   | 1,58 |
|                         | União Democrática Popular         | 145    | 1,20 / 100,00   | 0,46 |
|                         | Partido Socialista Revolucionário | 131    | 1,08 / 100,00   | 0,22 |
|                         | Outros                            | 228    | 1,88 / 100,00   |      |
| Votos Inválidos         | Votos Inválidos                   | 345    | 2,85 / 100,00   | 0,38 |
| Total                   | Total                             | 12 105 | 100,00 / 100,00 |      |
| Eleitorado/Participação | Eleitorado/Participação           | 15 489 | 78,15 / 100,00  | 2,15 |

### Portalegre
| Partido                 | Partido                       | Votos  | %               | +/-   |
| ----------------------- | ----------------------------- | ------ | --------------- | ----- |
|                         | Partido Socialista            | 5 217  | 28,33 / 100,00  | 20,00 |
|                         | Partido Social Democrata      | 4 714  | 25,60 / 100,00  | 2,63  |
|                         | Partido Renovador Democrático | 4 134  | 22,45 / 100,00  | Novo  |
|                         | Aliança Povo Unido            | 2 234  | 12,13 / 100,00  | 2,55  |
|                         | Centro Democrático e Social   | 1 083  | 5,88 / 100,00   | 3,53  |
|                         | Outros                        | 467    | 2,55 / 100,00   |       |
| Votos Inválidos         | Votos Inválidos               | 568    | 3,09 / 100,00   | 0,59  |
| Total                   | Total                         | 18 417 | 100,00 / 100,00 |       |
| Eleitorado/Participação | Eleitorado/Participação       | 22 408 | 82,19 / 100,00  | 1,80  |

### Sousel
| Partido                 | Partido                       | Votos | %               | +/-  |
| ----------------------- | ----------------------------- | ----- | --------------- | ---- |
|                         | Aliança Povo Unido            | 1 708 | 35,69 / 100,00  | 2,40 |
|                         | Partido Social Democrata      | 1 674 | 34,98 / 100,00  | 0,50 |
|                         | Partido Socialista            | 492   | 10,28 / 100,00  | 5,94 |
|                         | Partido Renovador Democrático | 485   | 10,13 / 100,00  | Novo |
|                         | Centro Democrático e Social   | 127   | 2,65 / 100,00   | 1,95 |
|                         | União Democrática Popular     | 51    | 1,07 / 100,00   | 0,52 |
|                         | Outros                        | 94    | 1,97 / 100,00   |      |
| Votos Inválidos         | Votos Inválidos               | 155   | 3,24 / 100,00   | 0,05 |
| Total                   | Total                         | 4 786 | 100,00 / 100,00 |      |
| Eleitorado/Participação | Eleitorado/Participação       | 5 726 | 83,58 / 100,00  | 0,69 |